# Нововладимировка (Приднестровье)
Нововлади́мировка — село в Григориопольском районе непризнанной Приднестровской Молдавской Республики. Вместе с селом Бычок входит в состав Бычковского сельсовета.

## География
Село расположено на расстоянии 39 км от города Григориополь и 68 км от г. Кишинёв.

## Население
По данным 2000 года, в селе Нововладимировка проживало 281 человек.На 2015 год - 228 человек.

## История
Село Нововладимировка было основано в 1928 году.
В советский период село разрослось в связи со строительством свиноводческого комплекса. Здесь был организован колхоз «Дружба». В селе открылись начальная школа, клуб с киноустановкой, библиотека, медицинский пункт, почтовое отделение, детский сад, магазин.